# Eberhard Schlag
Eberhard Schlag (* 22. Oktober 1967 in Singen (Hohentwiel), Baden-Württemberg) ist ein deutscher Architekt.

## Leben
Eberhard Schlag studierte Architektur an der Universität Stuttgart und im Masterprogramm des Institute of Technology (IIT) in Chicago. Er ist Partner und Mitglied der Geschäftsleitung im Atelier Bückner. Seine Projekte, darunter die Cyclebowl auf der Expo 2000 in Hannover und das BMW Museum in München, wurden mit nationalen und internationalen Awards ausgezeichnet. Seit 2010 lehrt Schlag als Professor für Architektur und Gestaltung an der HTWG Hochschule Konstanz Technik, Wirtschaft und Gestaltung, wo er das Fachgebiet Design und Raum vertritt.

## Projekte (Auswahl)
- Cyclebowl, Expo Hannover (2000)
- Haus der Geschichte Baden-Württemberg, Stuttgart (2002)
- BMW Museum, München (2008)
- Seeum, Bodman-Ludwigshafen (Konzept 2010)
- Children Rainbow Land, Shanghai Science and Technology Museum, China (2010)
- Deutsches Dampflokomotiv Museum, Neuenmarkt (2013)
- Energeticon, Alsdorf (2014)

## Hochschulprojekte (HTWG Konstanz)
- Jan Hus. Reflexionen. Kooperation mit der Evangelischen Studentengemeinde zum Konzilsjubiläum Konstanz, 2011.[3]
- Schloss Hohenlimburg. Museums- und Ausstellungskonzept. Kooperation mit dem Kulturdezernat des LWL und der Schloss Hohenlimburg gGmbH, 2012.[4]
- Burg Hülshoff. Ausstellungskonzept und CD. Kooperation mit der Annette von Droste zu Hülshoff-Stiftung, dem Kulturdezernat des LWL, dem Deutschen Literaturarchiv Marbach u. a., 2013.[5]
- Steinzeitreise. Interaktive Lernumgebung für Kinder, Beitrag zum Internationalen Archäologischen Filmfestival Konstanz. Kooperation mit dem Landesamt für Denkmalpflege Baden-Württemberg, dem Internationalen Archäologischen Filmfestival Konstanz und der Fa. WorldViz, USA, 2013.[6]
- Siluet. Showroom für die Light&Building Frankfurt, Kooperation mit Thomas Stark (HTWG Konstanz) sowie mit der Hochschule Aachen, Hochschule Esslingen, Hochschule Ravensburg-Weingarten, KIT Karlsruhe, 2014.[7]
- VLOW! AWARD. Erlebnisraum Design Bodensee-Vorarlberg. Eingeladener Wettbewerb der Bodensee-Vorarlberg Tourismus GmbH, 2014.[8]
- Hermann-Hesse Museum Gaienhofen. Museums- und Ausstellungskonzept, Planung und Umsetzung. Kooperation mit der Gemeinde Gaienhofen und der Arbeitsstelle für Literarische Museen Baden-Württemberg, 2014/2015.[9]
- Intervenire Muri. Temporäre Intervention im Öffentlichen Raum. Eingeladener Wettbewerb des Kantons Aargau (CH), Abteilung Raumentwicklung, 2015[10]
- Tell Genderes – 20 Meter Menschheitsgeschichte. Ausstellungsprojekt in Kooperation mit der Universität Konstanz, Fachbereich Geschichte, Hauser, und Human-Computer Interaction Group, Reiterer, Bildungsturm Konstanz, 2015.[11]
- Das Gedächtnis des Sees. Ausstellungskonzept und interaktive Lernumgebung zur Visualisierung der Forschungsergebnisse des Landesamtes für Denkmalpflege Baden-Württemberg, Große Landesausstellung Bad Schussenried, 2016.[12]

## Auszeichnungen Hochschulprojekte (Auswahl)
- VLOW! 12 Bregenz: VLOW! AWARD Senior Award für Jan Hus. Reflexionen.[13]
- Internationale Szenografie Biennale Ludwigsburg 2013: Auszeichnung „Best of Students Projects“ für Steinzeitreise.
- VLOW! 14 Bregenz: VLOW! AWARD Studentenpreis für Dornbirner Bächle. Erlebnisraum Dornbirn.[14]

## Veröffentlichungen (Auswahl)
- Atelier Brückner (Hrsg.): Experiment Cyclebowl: ein Pavillon der Kreisläufe für die Duales-System-Deutschland-AG auf der EXPO 2000, Hannover. Avedition, Ludwigsburg 2001, ISBN 978-3-929638-65-3.
- Conway Lloyd Morgen (Hrsg.): Atelier Brückner. »form follows content«. Avedition, Ludwigsburg 2002, ISBN 978-3-929638-63-9.
- Automobilmuseen in München, Shanghai und Dingolfing. In: Museum aktuell, Januar 2007.
- mit Claudia Luxbacher: BMW Museum in München. In: DETAIL – Zeitschrift für Architektur + Baudetail, München 2009, S. 42–51.
- Atelier Brückner (Hrsg.): Scenography – Making Spaces talk. Atelier Brückner Projekte 2002–2010. Avedition, Ludwigsburg 2010, ISBN 978-3-89986-136-5.
- Raum in Bewegung. Narrative Architektur. In: Martin Ludwig Hofmann (Hrsg.): Design im Zeitalter der Geschwindigkeit, Wilhelm Fink, München 2010, S. 44–57.
- Vorwort in: Jakob Behrends: Interreaction: Interaktive Medien und Kommunikation im Raum. Eine Einführung für Gestalter, Avedition, Stuttgart 2015, ISBN 978-3-89986-212-6